# The Phenomenon
The Phenomenon là bộ phim tài liệu năm 2020 do nhà nghiên cứu UFO James Fox viết kịch bản và sản xuất.

## Tiền đề
The Phenomenon bao gồm các đoạn video UFO Lầu Năm Góc (vào thời điểm đó) mới được phát hành, nhưng trọng tâm chính của nó là lịch sử những vụ quan sát thấy UFO trong thời gian kể từ Thế chiến thứ hai, và nó đưa ra lập luận cho việc nghiên cứu khoa học sâu hơn về "hiện tượng UFO".
Bộ phim bao gồm những cảnh quay hoặc phỏng vấn được lưu trữ với Kenneth Arnold, chính là người đã đặt ra cụm từ "đĩa bay" sau lần nhìn thấy UFO năm 1947 của mình; Thiếu tá Jesse Marcel về biến cố Roswell; nhà nghiên cứu UFO Jacques Vallée với việc phát hiện ra ""Bản ghi nhớ Pentacle"; các nhân chứng của Trường Ariel, Vụ UFO Westall, Lonnie Zamora, và biến cố Rừng Rendlesham; và quân nhân và những cá nhân khác có liên quan đến các đoạn video UFO Lầu Năm Góc. Phim cũng có các cuộc phỏng vấn với cựu lãnh đạo phe đa số tại Thượng viện Hoa Kỳ Harry Reid, Chánh văn phòng Nhà Trắng của Clinton là John Podesta, cựu Thứ trưởng phụ trách Tình báo Quốc phòng Christopher Mellon, cựu Thống đốc New Mexico Bill Richardson, và nhà báo Leslie Kean. Trong phim, Reid được hỏi về các bằng chứng khác và trả lời "Tôi đang nói rằng hầu hết chúng vẫn chưa được công bố".

## Phát hành
Bộ phim được phát hành vào ngày 6 tháng 10 năm 2020, và được quảng cáo là "bộ phim đáng tin cậy và tiết lộ nhất từng được thực hiện về sự che đậy và bí ẩn toàn cầu lâu đời liên quan đến hiện tượng không trung không xác định". Đây là bộ phim thứ tư của James Fox về chủ đề UFO, ba bộ phim đầu tiên là UFOs: 50 Years of Denial? (1997), I Know What I Saw (2009) và Out of the Blue (2003). Bộ phim do người dẫn chuyện kỳ cựu của PBS Peter Coyote tường thuật.

## Đón nhận
Tom Rogan, nhà văn an ninh quốc gia và biên tập viên trực tuyến của tờ Washington Examiner nói rằng trọng tâm chính của bộ phim là lịch sử rộng lớn sau Thế chiến thứ hai về chủ đề này. Ông tường thuật rằng "bộ phim tài liệu này táo bạo nhưng cần thiết phải có cơ sở. Phần lớn các nhân chứng... đều xuất thân từ quân đội, đã giữ các vị trí an ninh cao trong chính phủ hoặc trong lĩnh vực quốc phòng". Rogan kết luận rằng "không có nghi ngờ gì rằng có những kẻ lừa đảo trong lĩnh vực này. Cũng hoàn toàn đúng là hầu hết các UFO có thể được giải thích bằng điều kiện thời tiết hoặc quan sát nhầm máy bay thông thường. Cũng đúng là chúng ta biết ít hơn nhiều về những gì đang diễn ra với UFO hiếm so với những gì chúng ta biết. Nhưng đây là một chủ đề đòi hỏi và hiện đang nhận được sự quan tâm nghiêm túc trong chính phủ".
Viết cho Movie Geeks, Marc Butterfield nói rằng "Nếu bạn không bị làm phiền sau khi xem bộ phim tài liệu này, thì bạn đã không chú ý." Butterfield kết luận rằng "mặc dù chúng ta hiện biết rằng họ (bất kể 'họ' là ai) đang ở ngoài kia, chúng ta vẫn không biết họ muốn gì, họ đến từ đâu, họ đang làm gì ở đây. Có một điều mà bộ phim tài liệu này có thể nói rằng nó đã làm được: xóa tan nghi ngờ. Không thể có thêm bất kỳ cuộc thảo luận nào về 'liệu' họ có ở ngoài kia hay không. Bây giờ chúng ta biết rằng họ có ở ngoài kia, không còn nghi ngờ gì nữa. Nếu bạn chỉ xem một bộ phim tài liệu trong năm nay, thì đó chính là phim The Phenomenon này".
Brian Lowry của CNN viết rằng đây là "một bộ phim tài liệu nghiêm túc đáng chú ý nhất đối với các cựu quan chức, những người đã chứng minh cho quan niệm rằng chính phủ biết nhiều hơn những gì họ đã chia sẻ, và rằng sự thật, ừm, nằm ngoài kia." Lowry kết luận "Nếu bạn tò mò về chủ đề này – và ai mà không tò mò chứ? – thì bộ phim tài liệu này có thể hơi quá hấp dẫn, nhưng nó hữu ích trong việc cập nhật cuộc trò chuyện thông qua loạt hoạt động trong vài năm qua".
Nick Johnston của Vanyaland đã viết rằng bộ phim tài liệu này "là tựa phim đáng kinh ngạc, hấp dẫn, tận dụng tối đa những tiết lộ mới và hấp dẫn về Vật Thể Bay Không Xác Định thực sự và lịch sử phủ nhận lâu dài của chính phủ, và cuối cùng là tiết lộ gần đây rằng, vâng, những thứ này tồn tại và không, chúng ta không có một manh mối nào về chúng cả".
Ed Conroy của tờ San Antonio Express-News đưa tin rằng "Nhìn chung, những người được phỏng vấn trong bộ phim tài liệu này đưa ra lập luận về việc cần phải nghiên cứu khoa học nhiều hơn về hiện tượng UFO, để công chúng hiểu rõ hơn về nó và chấm dứt tình trạng giữ bí mật chính thức". Ông cũng cho biết đạo diễn Fox của bộ phim từng nói như sau "Mục đích của chúng tôi khi thực hiện bộ phim tài liệu này là tạo ra một bộ phim có tính chất khởi đầu, đề cập đến chủ đề này theo cách xứng đáng với sự chính trực về mặt trí tuệ, và khi làm như vậy, chúng tôi sẽ vượt ra khỏi cộng đồng UFO và tiếp cận được nhiều đối tượng khán giả hơn".
Adrian Horton của tờ The Guardian viết rằng "The Phenomenon, giống như nhiều bộ phim tài liệu về người ngoài hành tinh trước đó, cuối cùng không thể khẳng định chắc chắn; thay vào đó, nó kết thúc bằng lời kêu gọi xem xét".
Hannah Tran của Film Festival Today đưa ra nhận định "mặc dù không phải mọi thông tin đều thú vị như nhau, nhưng có một số câu chuyện thực sự tuyệt vời được rải rác một cách chiến lược xuyên suốt bộ phim, tiếp tục duy trì sự quan tâm cao độ... Trong những khoảnh khắc cuối cùng, khả năng không chỉ trình bày thông tin mà còn suy ngẫm về ý nghĩa của The Phenomenon đã tỏa sáng và đưa bộ phim lên một tầm cao mới. Nó không chỉ ngữ cảnh hóa lượng thông tin phong phú của mình mà còn kết nối trực tiếp với nỗi sợ hãi và lo lắng của người xem hiện đại sẽ còn ám ảnh rất lâu sau khi xem".